# George Baker (Schauspieler)
George Baker MBE (* 1. April 1931 in Warna, Bulgarien; † 7. Oktober 2011 in West Lavington, Wiltshire) war ein britischer Schauspieler.

## Leben
George Baker wurde als Sohn des britischen Vize-Konsuls Frank Baker im Jahr 1931 in Bulgarien geboren; seine Mutter war Krankenschwester beim Roten Kreuz. Er hatte vier Geschwister, drei Brüder und eine Schwester. 1939, nach dem Ausbruch des Zweiten Weltkriegs floh Bakers Mutter mit den Kindern nach England. Vom Familienvater, den Baker danach nie wieder gesehen hat, nimmt man an, dass er im Krieg ums Leben kam. Als Kind besuchte er das College in Lancing, wo er bereits seine Liebe für die Literatur und die Schauspielerei entdeckte. Als junger Mann arbeitete Baker als Maschinenbauingenieur und engagierte sich auch kurzzeitig politisch, als Abgeordneter zum Kreisrat des Metropolitan Borough of Poplar.
Baker spielte seine erste größere Rolle in dem Kinofilm Der Rächer im lila Mantel. Im Jahr 1956 trat Baker in der von dem Filmunternehmen United Artists verliehenen britischen Komödie The Extra Day auf.
Bekannt ist der Darsteller vor allem durch seine Mitwirkung in zahlreichen Fernsehserien und Mini-Serien für das Fernsehen. Darunter sind Auftritte in Episoden der Fernsehserien Kommissar Maigret, The Wednesday Play, Der Baron, Nummer 6, Z Cars, Inspector Barnaby, Die 2, Ein Fall für Scotland Yard, Kein Pardon für Schutzengel, Doctor Who, Robin of Sherwood, Jim Bergerac ermittelt, Coronation Street und Ich, Claudius, Kaiser und Gott.
Der Darsteller trat in insgesamt drei Filmen der von Eon Productions Ltd. produzierten James-Bond-Filmreihe auf: In Man lebt nur zweimal spielt Baker einen Mitarbeiter der NASA, in Im Geheimdienst Ihrer Majestät schlüpft Baker in die Rolle des Heraldikers Sir Hillary Bray und synchronisiert den James-Bond-Darsteller George Lazenby, sobald dieser in Bakers Rolle schlüpft und auf Ernst Stavro Blofeld trifft und im Jahr 1977 im Kinofilm Der Spion, der mich liebte als Captain Benson, einen U-Boot-Kommandanten.
Zwischen 1987 und 2000 verkörperte George Baker den britischen Polizisten Det. Chief Insp. Reg Wexford in insgesamt 23 Fernsehfilmen.
George Baker war dreimal verheiratet: alle drei Ehefrauen waren Schauspielerinnen. Seine erste Ehe mit Julia Squire (aus der vier Töchter hervorgingen) wurde geschieden, in zweiter Ehe war er mit Sally Home, die 1992 starb, verheiratet (eine Tochter). Mit Louie Ramsay war der Schauspieler von 1993 bis zu ihrem Tod (März 2011) verheiratet.

## Filmografie (Auswahl)
- 1955: Mai 1943 – Die Zerstörung der Talsperren (The Dam Busters)
- 1956: An vorderster Front (A Hill in Korea)
- 1956: The Extra Day
- 1958: Der Rächer im lila Mantel (The Moonraker)
- 1964: Stunden des Ruhms – Winston Churchills Leben und Werk (The Finest Hours)
- 1965: Der Fluch der Fliege (Curse of the Fly)
- 1966: Der Baron (The Baron; Fernsehserie, 1 Folge)
- 1967: Man lebt nur zweimal (You Only Live Twice)
- 1967: Nummer 6 (The Prisoner; Fernsehserie, 1 Folge)
- 1969: Alexandria – Treibhaus der Sünde (Justine)
- 1969: Goodbye, Mr. Chips
- 1969: Im Geheimdienst Ihrer Majestät (On her Majesty’s Secret Service)
- 1970: Der Vollstrecker (The Executioner)
- 1970: Die 2 (The Persuaders! ; Fernsehserie, Folge: Der Mann mit dem Köfferchen)
- 1970: Paul Temple (Fernsehserie) – Die seltsamen Spiele des Mr. Hill (Games people play)
- 1973: Kein Pardon für Schutzengel (The Protectors; Fernsehserie, 1 Folge)
- 1976: Ich, Claudius, Kaiser und Gott (I, Claudius) (Mini-Serie)
- 1976: Task Force Police (Softly Softly: Task Force; Fernsehserie, 1 Folge)
- 1977: James Bond 007 – Der Spion, der mich liebte (The Spy who loved me)
- 1978: Die 39 Stufen (The Thirty Nine Steps)
- 1979: Sprengkommando Atlantik (North Sea Hijack)
- 1980: Agentenpoker (Hopscotch)
- 1980: Doctor Who (Fernsehserie, 4 Folgen)
- 1980–1989: Der Aufpasser (Minder; Fernsehserie, 1 Folge)
- 1983: Des Lebens bittere Süße (A Women of Substance) (Mini-Serie)
- 1983: Detektei Blunt (Agatha Christie’s Partners in Crime, Fernsehserie, 1 Folge)
- 1984: Hart aber herzlich (Hart to Hart, Fernsehserie, Folge Mord auf Rhodos)
- 1984–1986: Robin Hood (Robin of Sherwood; Fernsehserie, 4 Folgen)
- 1986: Das Gespenst von Canterville (The Canterville Ghost: Fernsehfilm)
- 1986: Rache ist ein süßes Wort (If Tomorrow Comes) (Mini-Serie)
- 1988: Jim Bergerac ermittelt (Bergerac; Fernsehserie, 1 Folge)
- 1988: Für Königin und Vaterland (For Queen & Country)
- 1995: Der kleine Lord (Little Lord Fauntleroy) (Mini-Serie)
- 2001: Randall & Hopkirk – Detektei mit Geist (Randall & Hopkirk (Deceased); Fernsehserie, 1 Folge)
- 2003: Coronation Street (Fernsehserie, 6 Folgen)
- 2005: Inspector Barnaby (Midsomer Murders) – Fluch über Winyard (The House in the Woods)
- 2005: Spooks – Im Visier des MI5 (Spooks; Fernsehserie, 1 Folge)
- 2005: Parineeta
- 2007: Heartbeat (Fernsehserie, 1 Folge)
- 2007: New Tricks – Die Krimispezialisten (New Tricks; Fernsehserie, 1 Folge)